# Ford C-MAX
Der Ford C-MAX, früher Ford Focus C-MAX, ist ein Pkw-Modell des Automobilherstellers Ford. Es handelt sich dabei um einen Kompaktvan, der ab Mai 2003 im Ford-Werk in Saarlouis hergestellt wurde. Im März 2004 erhielt er vom TÜV Rheinland als erstes Fahrzeug weltweit mit der Verleihung des Prüfsiegels Allergie getesteter Innenraum die Bestätigung, dass bei allen Materialien seines Innenraumes das Allergie-Risiko auf ein Minimum abgesenkt ist. Im April 2007 erfolgte eine optische und technische Überarbeitung und die Umbenennung in Ford C-MAX.
Im Dezember 2010 kam in Deutschland die zweite Generation des C-MAX auf den Markt. Diesen gab es nun auch in einer längeren Version namens Ford Grand C-MAX. Die zweite Modellgeneration wurde anfangs ausschließlich im spanischen Werk Almussafes bei Valencia produziert. Seit September 2014 wurde der C-Max durch Werksschließung und Produktionsverlagerung wieder ausschließlich in Saarlouis gefertigt. Im Juni 2019 wurden der C-MAX sowie der Grand C-MAX ersatzlos eingestellt.

## Focus C-MAX / C-MAX (2003–2010)

### Allgemein
| Sonstige Messwerte                        |                  |
| CO2-Emission:                             | 129–174 g/km     |
| Kraftstoffverbrauch kombiniert (EG-Norm): | 4,9–8,1 l/100 km |
| Sterne im Euro-NCAP-Crashtest             |                  |

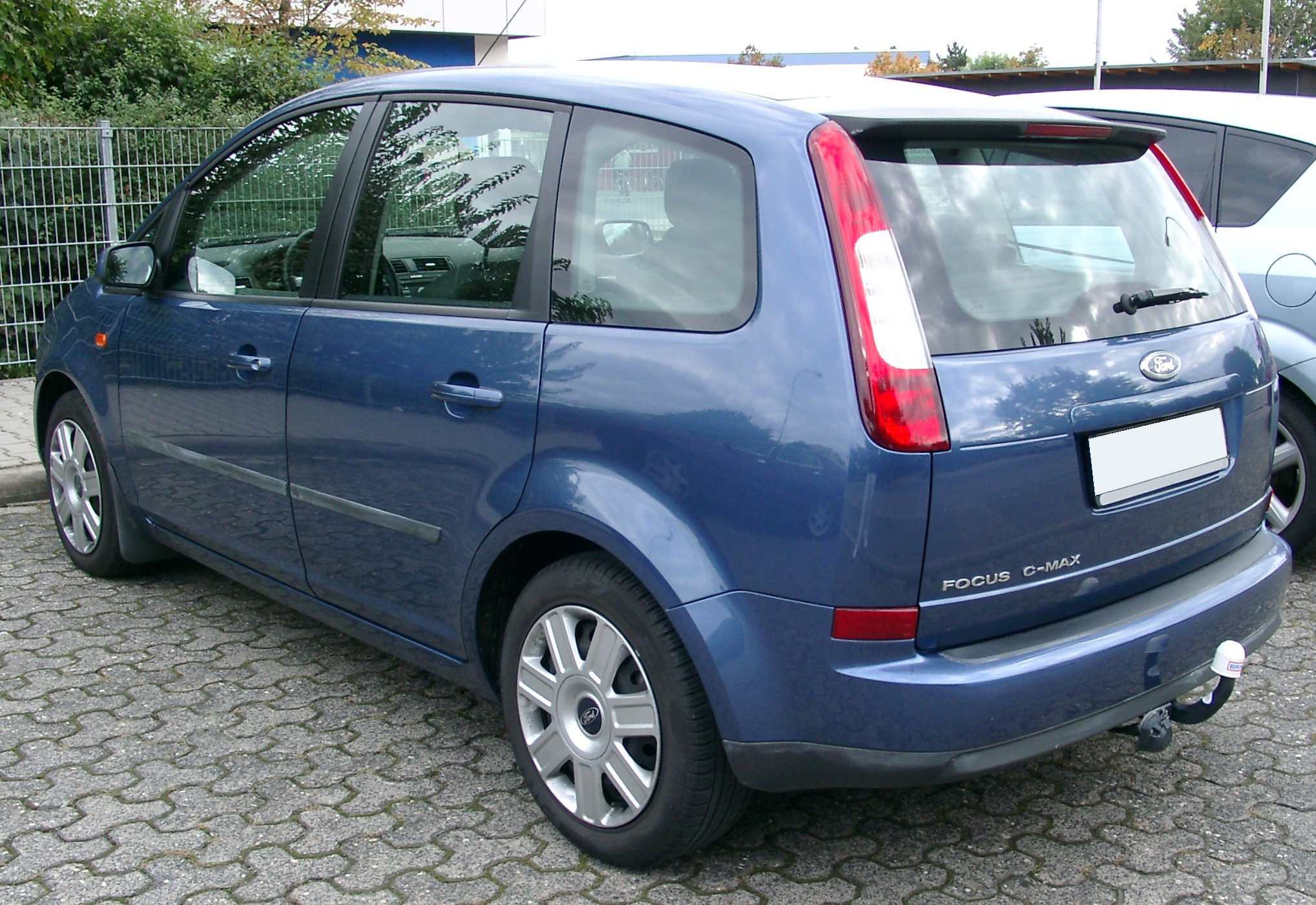
Heckansicht

Der C-MAX (Code: C214) basierte auf der Bodengruppe der zweiten Modellgeneration des Ford Focus, kam jedoch bereits vor diesem auf den Markt. Im Gegensatz zu vielen Konkurrenten bot das Fahrzeug keine dritte Sitzreihe mit Notsitzen, sondern mit dem Sitzsystem „Komfort“ stattdessen eine flexible hintere Sitzreihe (nicht in der Basisversion Ambiente): Nachdem Sitzfläche und -lehne des mittleren Sitzes nach hinten geklappt und die Hutablage teilweise weggeklappt war, konnte durch diagonales Verschieben nach innen/hinten die Beinfreiheit der äußeren Rücksitze deutlich vergrößert werden. Nachteilig war der daraus resultierende, leicht höhere Innengeräuschpegel, da das Resonanzvolumen wegen des nach innen teilweise offenen Laderaums vergrößert war. Außerdem wurde dadurch das Laderaumvolumen verringert.
Eine Besonderheit war die große Mittelkonsole „Premium“ (serienmäßig bei Ghia-Ausstattung) mit der bis zur Modellpflege im Frühjahr 2007 verbauten elektronischen Feststellbremse EPB (Electronic Park Brake).

### Sicherheit
Der C-Max hatte serienmäßig eine umfangreiche Sicherheitsausstattung: Neben dem üblichen ABS und Gurtstraffern verfügte er über ein ESP mit ASR und 6 Airbags (Fahrer-/Beifahrer, zwei Seitenairbags und Kopf-Schulter-Airbags vorne). Beim Euro-NCAP-Crashtest im November 2003 erhielt er bei der Bewertung der Kindersicherheit im Fahrzeug als erster Wagen 4 Sterne. Das entsprach auch dem Gesamtergebnis.

### Modellpflege
Im April 2007 erhielt der nur noch C-MAX ohne den Zusatz Focus genannte Wagen eine Modellpflege.
Die Front sollte das „Kinetic Design“ der anderen Ford-Modelle fortsetzen: Neue vertikal angeordnete Nebelscheinwerfer, größerer Kühlergrill mit einer horizontalen Chromleiste und andere Scheinwerfer. Zudem hatte Ford den neuen C-MAX mit LED-Rückleuchten versehen, was dem Auto in der Dunkelheit einen futuristischen Anblick verschaffte. Der Innenraum wurde durch silberne Applikationen im „gebürstetem Chrom“-Look und durch eine neue Mittelkonsole namens „Premium“ aufgewertet; ferner wurde die Beleuchtung der Instrumente vom bisher für Ford typischen grün in rot geändert.
Ab Februar 2008 war der C-MAX ab Werk mit einer Autogasanlage erhältlich; Basis war der 2,0-Liter-Ottomotor mit 107 kW. Der Gepäckraumboden erhöhte sich durch den 42,5 Liter Autogas fassenden, zusätzlichen Muldentank um rund zehn Zentimeter. Im Gasbetrieb ließen sich über 400 Kilometer erreichen. Zusammen mit dem 55 Liter fassenden Benzintank hatte der Wagen eine Reichweite von über 1100 Kilometern.

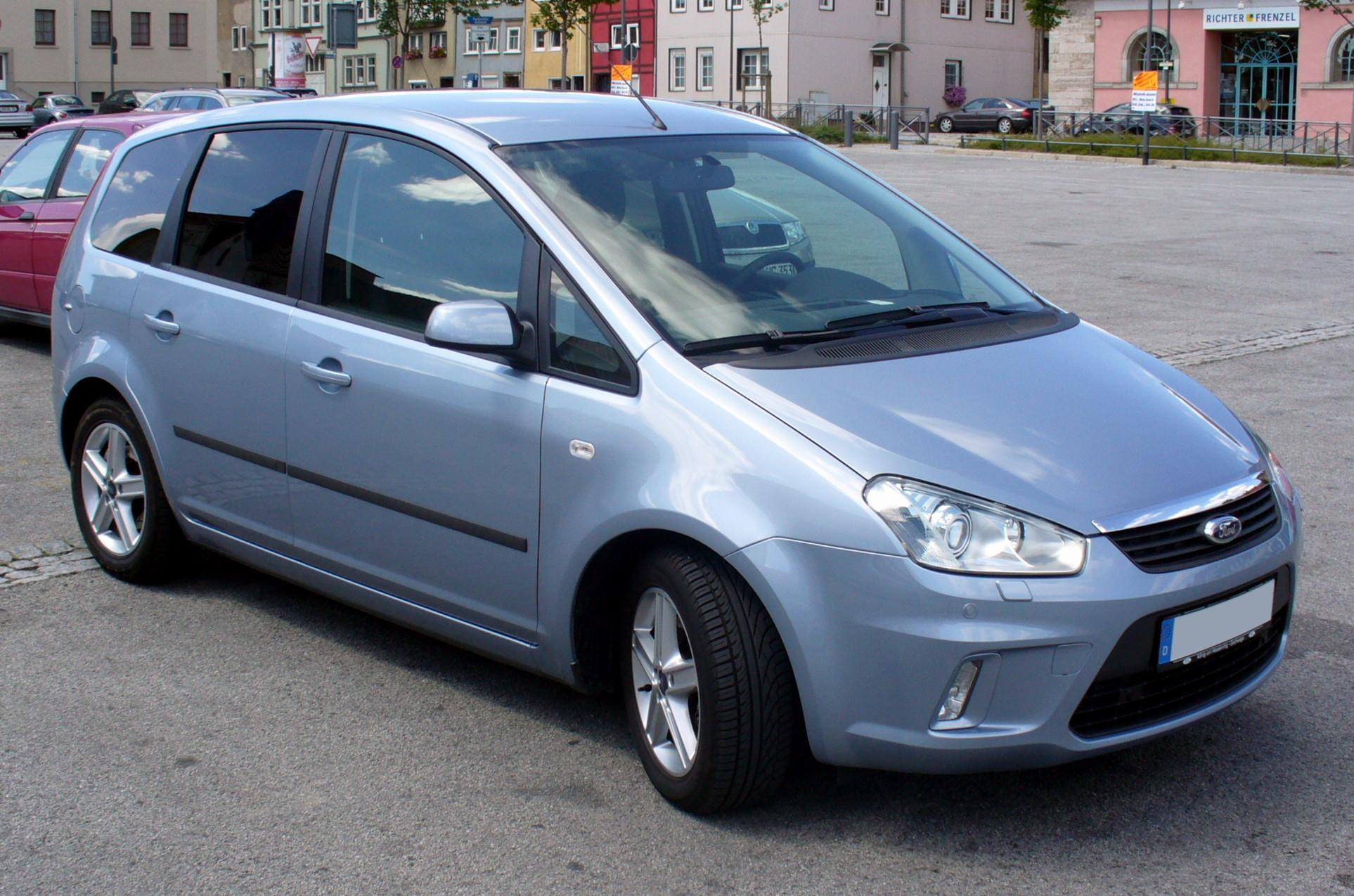
Ford C-MAX (2007–2010)
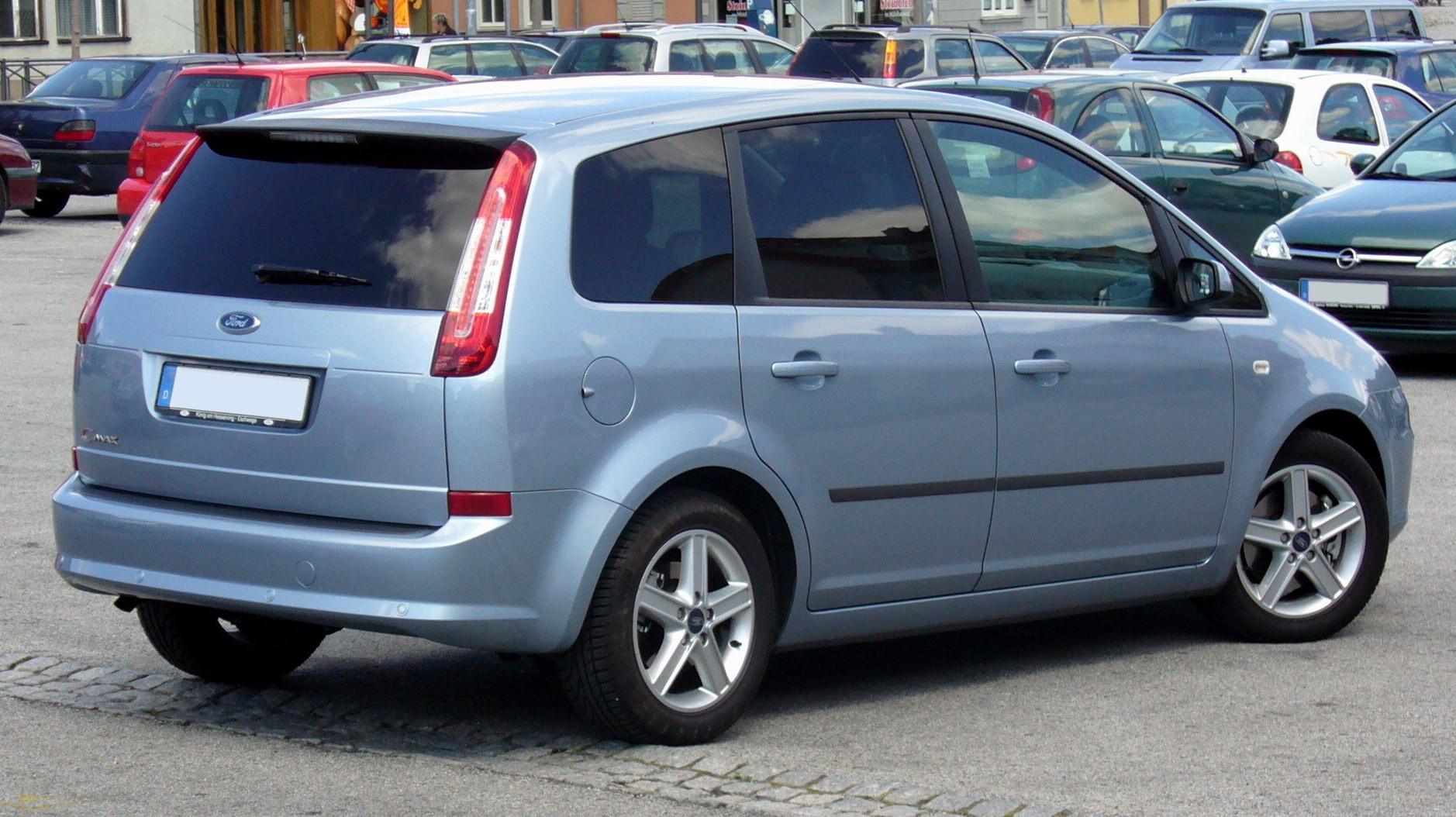
Heckansicht

### Ausstattungsvarianten
- Ambiente (Grundmodell mit ABS, Bremsassistent, ESP mit ASR, sechs Airbags, elektr. Fensterheber vorn, elektr. verstellbare Spiegel, Zentralverriegelung, höhenverstellbarer Fahrersitz)
- Trend (wie Ambiente zusätzlich u. a. Funk-Zentralverriegelung, elektr. beheizte Spiegel, Gepäckraumabdeckung, Bordcomputer, Klimaanlage, 12-V-Steckdose im Gepäckraum, Fahrersitz mit Lendenwirbelstütze, Sitzsystem „Komfort“ hinten)
- Ghia (wie Trend zusätzlich u. a. getrennt für Fahrer und Beifahrer elektronisch geregelte Klimaanlage, Geschwindigkeits-Regelanlage, Mittelkonsole, Sonnenschutzrollos hinten)
- Titanium
- Trend X (Sondermodell)
- Black-Magic (Sondermodell)
- Fun X (Sondermodell)
- Futura (Sondermodell, wie Trend zusätzlich u. a. Sony-Autoradio, Sonnenschutzrollos hinten, Leichtmetallfelgen)
- Style (Sondermodell)
- Connection (eingestellt)
- Fun (Sondermodell)
- S (Sondermodell)

In der Schweiz war der C-MAX in zwei Ausstattungsvarianten erhältlich:
- Carving
- Titanium

### Motorisierungen
| Motorbezeichnung                            | 1.6                           | 1.6                           | 1.8                           | 1.8                                                 | 2.0                            |
| ------------------------------------------- | ----------------------------- | ----------------------------- | ----------------------------- | --------------------------------------------------- | ------------------------------ |
| Bauzeitraum                                 | 05/2003 – 09/2010             | 08/2004 – 02/2007             | 05/2003 – 02/2007             | 02/2007 – 09/2010                                   | 03/2004 – 09/2010              |
| Motorkenndaten                              |                               |                               |                               |                                                     |                                |
| Motortyp                                    | R4-Ottomotor (Duratec)        | R4-Ottomotor (Duratec)        | R4-Ottomotor (Duratec)        | R4-Ottomotor (Duratec)                              | R4-Ottomotor (Duratec)         |
| Anzahl Ventile                              | 16                            | 16                            | 16                            | 16                                                  | 16                             |
| Ventilsteuerung                             | DOHC, Zahnriemen              | DOHC, Zahnriemen              | DOHC, Kette                   | DOHC, Kette                                         | DOHC, Kette                    |
| Gemischaufbereitung                         | Saugrohreinspritzung          | Saugrohreinspritzung          | Saugrohreinspritzung          | Saugrohreinspritzung                                | Saugrohreinspritzung           |
| Kühlung                                     | Wasserkühlung                 | Wasserkühlung                 | Wasserkühlung                 | Wasserkühlung                                       | Wasserkühlung                  |
| Bohrung × Hub                               | 79,0 × 81,4 mm                | 79,0 × 81,4 mm                | 83,0 × 83,1 mm                | 83,0 × 83,1 mm                                      | 87,5 × 83,1 mm                 |
| Hubraum                                     | 1596 cm³                      | 1596 cm³                      | 1798 cm³                      | 1798 cm³                                            | 1999 cm³                       |
| Verdichtungsverhältnis                      | 11,0:1                        | 11,0:1                        | 10,8:1                        | 10,8:1                                              | 10,8:1                         |
| max. Leistung                               | 74 kW (101 PS) bei 6000 1/min | 85 kW (116 PS) bei 6000 1/min | 88 kW (120 PS) bei 6000 1/min | 92 kW (125 PS) 1 bei 6000 1/min                     | 107 kW (145 PS) bei 6000 1/min |
| max. Drehmoment                             | 146 Nm bei 4000 1/min         | 155 Nm bei 4150 1/min         | 166 Nm bei 4000 1/min         | 166 Nm bei 4000 1/min                               | 185 Nm bei 4500 1/min          |
| Kraftübertragung                            |                               |                               |                               |                                                     |                                |
| Antrieb                                     | Vorderradantrieb              | Vorderradantrieb              | Vorderradantrieb              | Vorderradantrieb                                    | Vorderradantrieb               |
| Getriebe                                    | 5-Gang-Schaltgetriebe         | 5-Gang-Schaltgetriebe         | 5-Gang-Schaltgetriebe         | 5-Gang-Schaltgetriebe                               | 5-Gang-Schaltgetriebe          |
| Messwerte                                   |                               |                               |                               |                                                     |                                |
| Höchstgeschwindigkeit                       | 175 km/h                      | 186 km/h                      | 195 km/h                      | 193 km/h                                            | 203 km/h                       |
| Beschleunigung, 0–100 km/h                  | 12,9 s                        | 11,9 s                        | 10,8 s                        | 10,8 s                                              | 9,8 s                          |
| Kraftstoffverbrauch auf 100 km (kombiniert) | 6,9 l S                       | 6,6 l S                       | 7,1 l S                       | 7,1 l S                                             | 7,3 l S                        |
| CO2-Emission (kombiniert)                   | 166 g/km                      | 160 g/km                      | 170 g/km                      | 172 g/km                                            | 176 g/km                       |
| Sonstiges                                   |                               |                               |                               |                                                     |                                |
| Bemerkungen                                 |                               |                               |                               | Auch als „Flexifuel“ für Bio-Ethanol E85 erhältlich |                                |
| 1 Für Frankreich 90 kW (122 PS).            |                               |                               |                               |                                                     |                                |

| Motorbezeichnung                            | 1.6 TDCi                     | 1.6 TDCi                      | 1.8 TDCi                      | 2.0 TDCi                      | 2.0 TDCi                       |
| ------------------------------------------- | ---------------------------- | ----------------------------- | ----------------------------- | ----------------------------- | ------------------------------ |
| Bauzeitraum                                 | 02/2005 – 02/2008            | 05/2003 – 09/2010             | 02/2005 – 02/2008             | 02/2008 – 09/2010             | 05/2003 – 09/2010              |
| Motorkenndaten                              |                              |                               |                               |                               |                                |
| Motortyp                                    | R4-Dieselmotor (Duratorq)    | R4-Dieselmotor (Duratorq)     | R4-Dieselmotor (Duratorq)     | R4-Dieselmotor (Duratorq)     | R4-Dieselmotor (Duratorq)      |
| Anzahl Ventile                              | 16                           | 16                            | 8                             | 16                            | 16                             |
| Ventilsteuerung                             | DOHC, Zahnriemen             | DOHC, Zahnriemen              | OHC, Zahnriemen               | DOHC, Zahnriemen              | DOHC, Zahnriemen               |
| Gemischaufbereitung                         | Common-Rail-Einspritzung     | Common-Rail-Einspritzung      | Common-Rail-Einspritzung      | Common-Rail-Einspritzung      | Common-Rail-Einspritzung       |
| Rußpartikelfilter                           | Nein                         | Euro 3: Nein Euro 4: Ja       | Nein                          | Ja                            | Ja                             |
| Kühlung                                     | Wasserkühlung                | Wasserkühlung                 | Wasserkühlung                 | Wasserkühlung                 | Wasserkühlung                  |
| Bohrung × Hub                               | 75,0 × 88,3 mm               | 75,0 × 88,3 mm                | 82,5 × 82,0 mm                | 85,0 × 88,0 mm                | 85,0 × 88,0 mm                 |
| Hubraum                                     | 1560 cm³                     | 1560 cm³                      | 1753 cm³                      | 1997 cm³                      | 1997 cm³                       |
| Verdichtungsverhältnis                      | 18,3:1                       | 18,3:1                        | 17,0:1                        | 18,0:1                        | 18,0:1                         |
| max. Leistung                               | 66 kW (90 PS) bei 4000 1/min | 80 kW (109 PS) bei 4000 1/min | 85 kW (116 PS) bei 3700 1/min | 81 kW (110 PS) bei 4000 1/min | 100 kW (136 PS) bei 4000 1/min |
| max. Drehmoment                             | 215 Nm bei 1750 1/min        | 240 Nm bei 1750 1/min         | 280 Nm bei 1900 1/min         | 275 Nm bei 2000 1/min         | 320 Nm bei 2000 1/min          |
| Kraftübertragung                            |                              |                               |                               |                               |                                |
| Antrieb                                     | Vorderradantrieb             | Vorderradantrieb              | Vorderradantrieb              | Vorderradantrieb              | Vorderradantrieb               |
| Getriebe, serienmäßig                       | 5-Gang-Schaltgetriebe        | 5-Gang-Schaltgetriebe         | 5-Gang-Schaltgetriebe         | 6-Gang-Ford PowerShift        | 6-Gang-Schaltgetriebe          |
| Getriebe, optional                          | —                            | 6-Gang-CVT                    | —                             | —                             | 6-Gang-Ford PowerShift         |
| Messwerte 1                                 |                              |                               |                               |                               |                                |
| Höchstgeschwindigkeit                       | 179 km/h                     | 185 km/h (180 km/h)           | 188 km/h                      | (178 km/h)                    | 200 km/h (192 km/h)            |
| Beschleunigung, 0–100 km/h                  | 13,1 s                       | 11,3 s (11,9 s)               | 11,2 s                        | (11,9 s)                      | (11,2 s)                       |
| Kraftstoffverbrauch auf 100 km (kombiniert) | 4,8 l D                      | 4,9 l D (5,8 l D)             | 5,4 l D                       | (5,9 l D)                     | 5,8 l D (8,0 l D)              |
| CO2-Emission (kombiniert)                   | 127 g/km                     | 129 g/km (154 g/km)           | 143 g/km                      | (159 g/km)                    | 154 g/km (189 g/km)            |
| 1 Werte in ( ) für Automatikgetriebe.       |                              |                               |                               |                               |                                |

Neben den Benzin/Dieselmotoren standen alternative Antriebe wie Autogas (LPG), Erdgas (CNG) und Bio-Ethanol E85 (FFV) zur Verfügung. Die CO2-Emissionen betrugen zwischen 129 g/km und 174 g/km.

## C-MAX ’10 / Grand C-MAX (2010–2019)
| 1 Wert für Grand C-MAX |

| Sterne im Euro-NCAP-Crashtest |

Auf der IAA im September 2009 stellte Ford die zweite Modellgeneration des C-MAX vor.
Am 4. Dezember 2010 kam sie in Deutschland auf den Markt. Neben dem üblichen C-MAX gab es nun auch eine verlängerte Version mit dem Namen Grand C-MAX. Diese verfügt über zwei hintere Schiebetüren und gegen Aufpreis über eine dritte Sitzreihe, die aus zwei Einzelsitzen besteht.
Der zweite C-MAX basiert auf der Bodengruppe der dritten Generation des Ford Focus, wurde aber vor diesem eingeführt. Bereits bei der ersten Baureihe des C-MAX war es ähnlich gewesen. Wie bereits in anderen Ford-Modellen, waren auch im C-MAX die neuen EcoBoost-Motoren, Benzin-Direkteinspritzer mit Niedrigdruck-Turboaufladung und zwei variabel gesteuerten, obenliegenden Nockenwellen erhältlich. Die EcoBoost- und einige Dieselvarianten sind mit 6-Gang-Getriebe und Start-Stopp-Automatik ausgestattet.
Weiterhin plante Ford, den C-MAX als Vollhybrid und als Plug-in-Hybrid anzubieten.

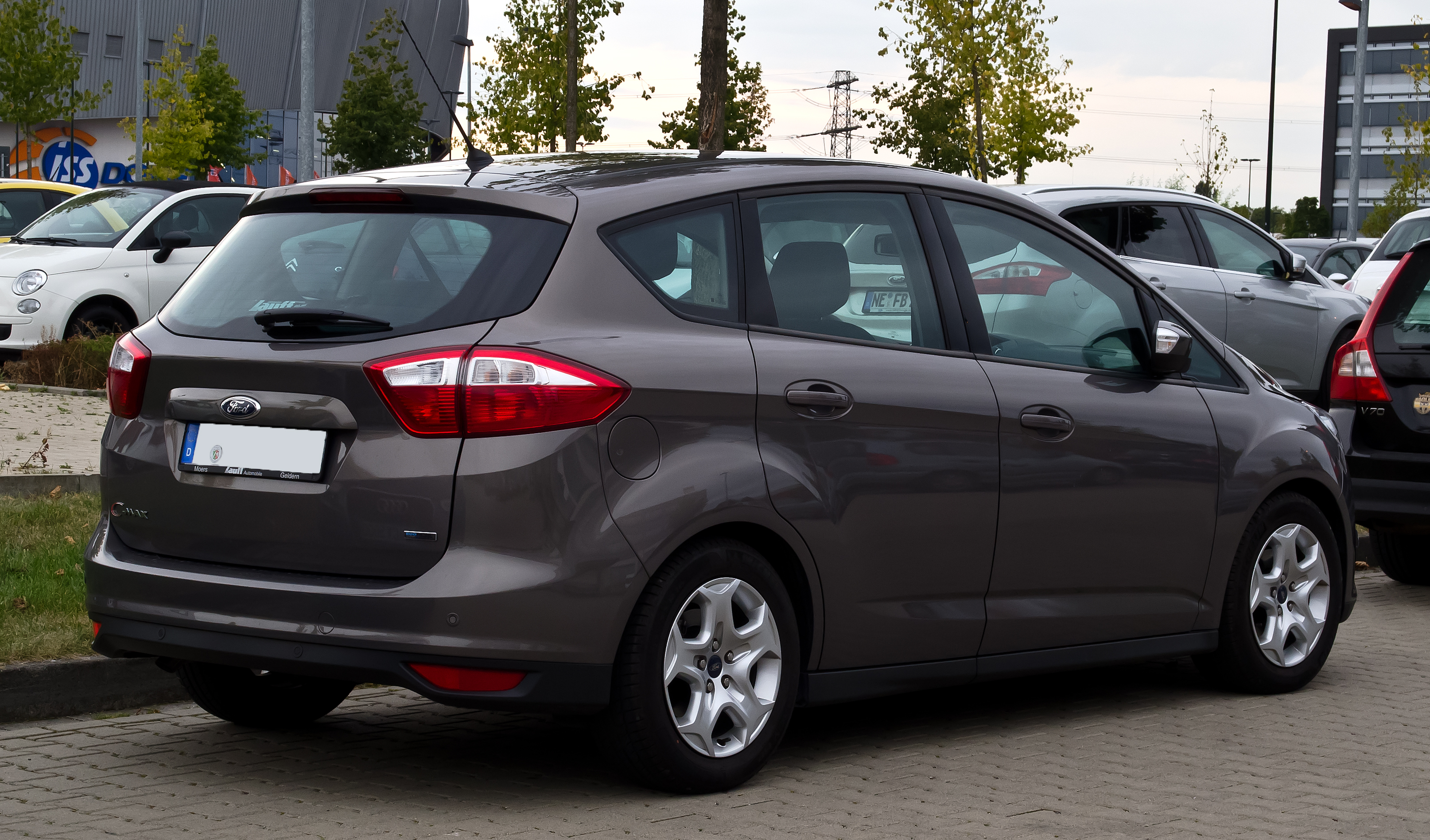
Heckansicht
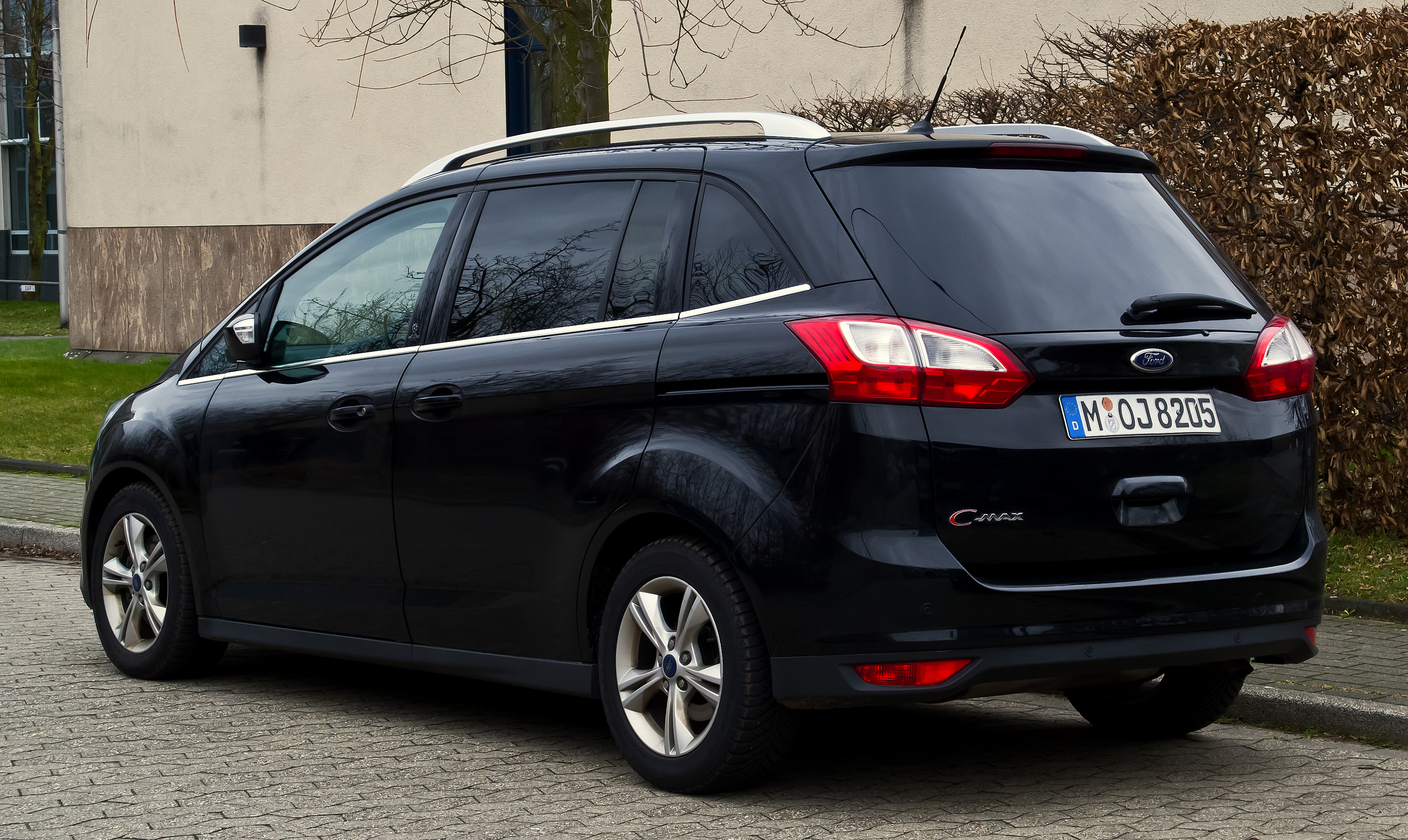
Ford Grand C-MAX (2010–2015)

### Modellpflege
Im April 2015 wurden C-MAX und Grand C-MAX einem Facelift unterzogen, das seit Juni desselben Jahres erhältlich war.
Wie beim Focus erkennt man die Modellpflege der beiden Vans außer an der angeglichenen Front vor allem am modifizierten Cockpit. Von der Mittelkonsole wurde die Hälfte aller Taster und Regler entfernt, was jetzt ein großer Touchscreen, der auch mit Sprachbefehlen gesteuert werden kann, übernahm.
Zum Beispiel funktioniert die automatische Notbremse jetzt bis 50 km/h statt 30 km/h. Hinzu kam ein erweitertes Parkassistenzsystem, das nun auch Lücken quer zur Fahrbahn ansteuert, den Wagen selbstständig wieder auf die Straße rangiert und dabei sogar den Querverkehr überwacht.
Die Motoren wurden für die Euro-6-Norm gerüstet. Dabei entfielen die 1,6-Liter-Ottomotoren, die gegen neue Turbo-Direkteinspritzer mit 1,5 Litern Hubraum ausgetauscht wurden, was den Verbrauch um bis zu 20 Prozent senken soll. Zur Wahl standen je fünf Benziner und Diesel sowie eine Flüssiggas-Umrüstung, mit denen der C-Max ein Leistungsspektrum von 95 PS bis 182 PS abdeckte.

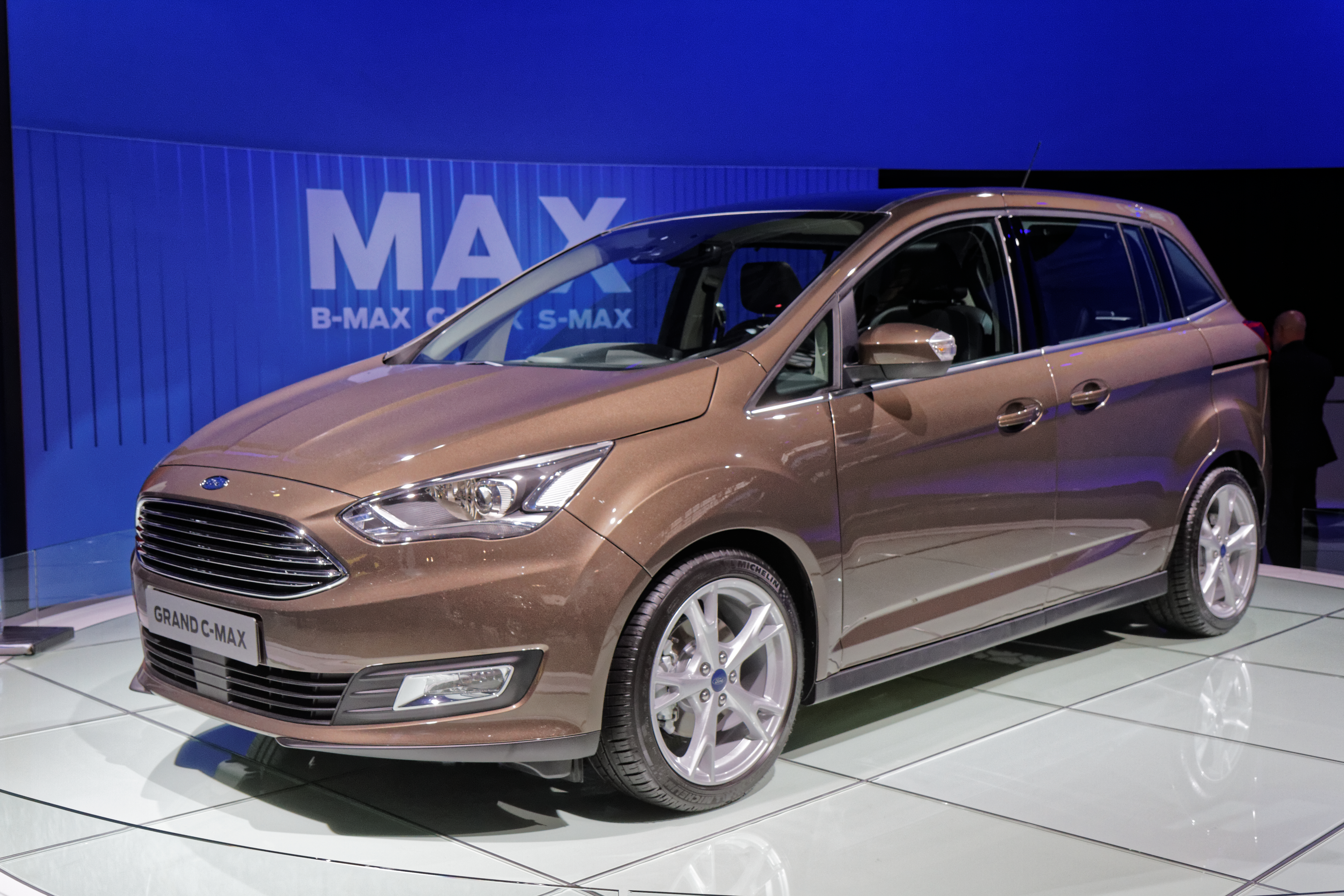
Ford Grand C-MAX (2015–2019)
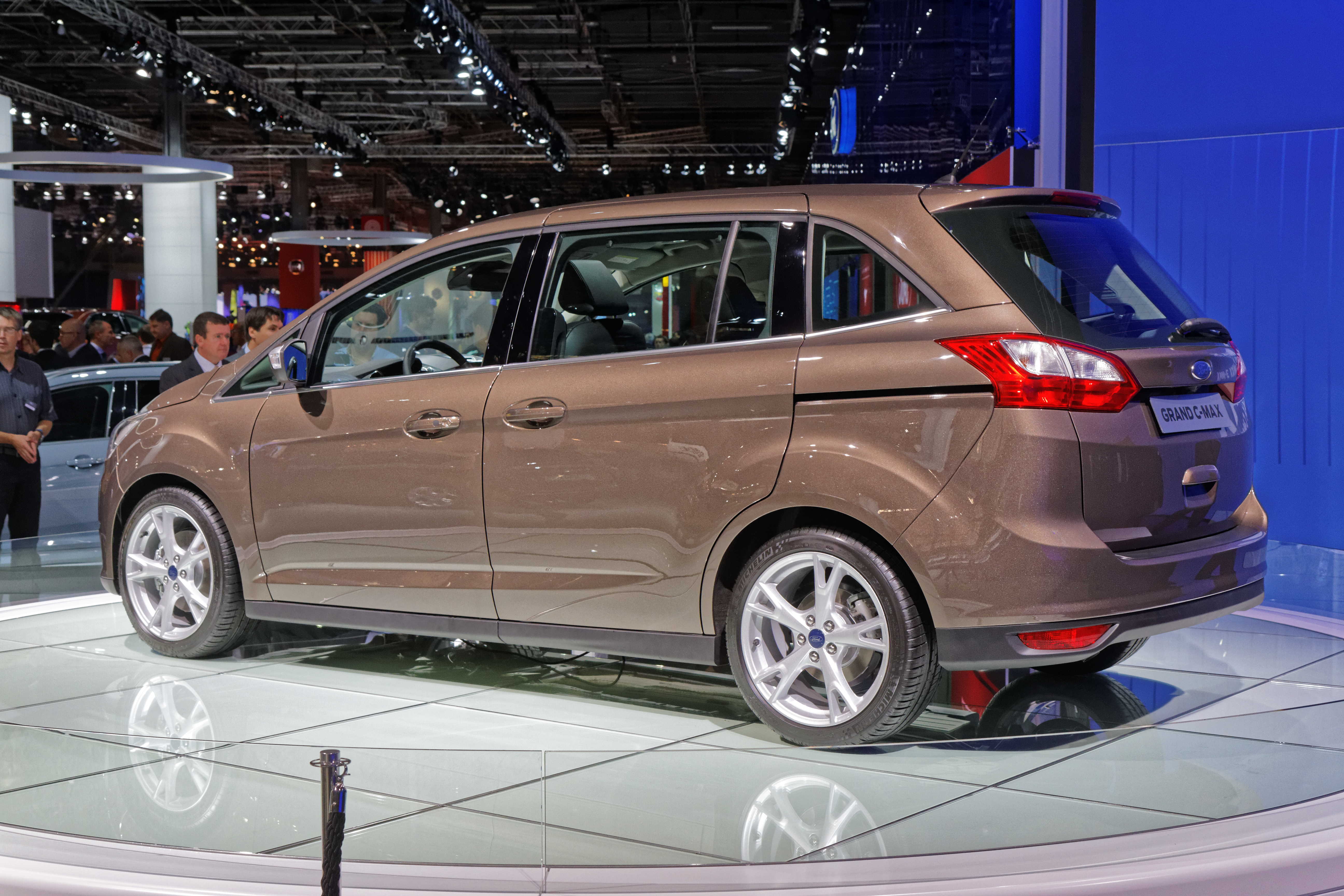
Heckansicht

### Sicherheit
Die serienmäßige Sicherheitsausstattung von C-MAX und Grand C-MAX beinhaltet: Front- und Seiten-Airbags für Fahrer und Beifahrer, Kopf- und Schulter-Airbags für Fahrer, Beifahrer und die äußeren beiden Sitzplätze der zweiten Sitzreihe, Dreipunktgurte mit Gurtstraffer und Kraftbegrenzer für alle Sitze, Antiblockiersystem mit elektronischer Bremskraftverteilung, Sicherheitsbremsassistent, ESP mit Antriebsschlupfregelung und Traktionskontrolle inklusive Torque Vectoring Control (ein System, das beim Bremsen in Kurven auf das kurvenäußere Vorderrad mehr Drehmoment abgibt und so die Fahrstabilität erhöht). Dazu kommen Sicherheitssitze, die ein Durchrutschen unter dem Gurt verhindern, ein Notbremslicht, das bei einer Notbremsung blinkt, und eine Lenksäule, die sich bei einem Frontaufprall zusammenschiebt, um Beinverletzungen zu verhindern.
Gegen Aufpreis waren diverse Assistenzsysteme erhältlich, darunter ein Müdigkeitswarner, der den Abstand zum Vordermann misst, ein Fahrspurassistent, ein Verkehrsschild-Erkennungssystem, ein Einparkassistent sowie ein Toter-Winkel-Assistent, der mithilfe von Radarsensoren erkennt, ob sich ein anderes Fahrzeug im toten Winkel befindet, um den Fahrer über eine Warnleuchte im Außenspiegel zu warnen.
Beim Euro-NCAP-Crashtest im Jahr 2010 erhielten sowohl der C-MAX als auch der Grand C-MAX den Bestwert von fünf Sternen.

### Ausstattungsvarianten
C-MAX und Grand C-MAX waren in Deutschland in drei Ausstattungsvarianten erhältlich.
- Die Basisversion Ambiente verfügt neben der bereits erwähnten Sicherheitsausstattung über elektrische Fensterheber vorn (Grand C-MAX auch zusätzlich hinten), elektrisch einstellbare Außenspiegel mit integrierten Blinkleuchten und ein MP3-fähiges CD-Audiosystem.
- Als Trend verfügt der Wagen zusätzlich über eine manuelle Klimaanlage, elektrische Fensterheber hinten mit Gesamtschließfunktion, beheizbare Außenspiegel, einen chromverzierten Kühlergrill und einen höhenverstellbaren Fahrersitz mit verstellbarer Lendenwirbelstütze.
- Das Top-Modell Titanium ist darüber hinaus serienmäßig mit Nebelscheinwerfern, einem Scheinwerferassistenten mit Tag- und Nachtsensor, einer automatischen Temperaturregelung für die Klimaanlage, einem Berganfahrassistenten, einer Geschwindigkeitsregelanlage, Regensensor und einem Power-Knopf zum Starten und Abschalten des Motors ausgerüstet. Der Beifahrersitz ist ebenfalls höhenverstellbar mit verstellbarer Lendenwirbelstütze, außerdem sind Kühlergrill und Seitenfenster mit Chromleisten verziert, Schaltknauf und Lenkrad sind aus Leder und die Leichtmetallräder mit Reifendruckkontrollsystem versehen.

### Motorisierungen
Sämtliche Motoren erfüllen die Abgasnorm Euro 5, die Dieselmotoren sind mit einem Dieselrußpartikelfilter ausgestattet.
| Motorbezeichnung                            | 1.6 Ti-VCT                   | 1.6 Ti-VCT                    | 1.6 Ti-VCT                    | 1.0 EcoBoost                  | 1.0 EcoBoost                  | 1.6 Ti-VCT-LPG                | 1.6 EcoBoost                   | 1.6 EcoBoost                   | 1.5 Ecoboost                   | 1.5 Ecoboost                   |              |
| ------------------------------------------- | ---------------------------- | ----------------------------- | ----------------------------- | ----------------------------- | ----------------------------- | ----------------------------- | ------------------------------ | ------------------------------ | ------------------------------ | ------------------------------ | ------------ |
| Bauzeitraum                                 | 10/2010 – 03/2018            | 10/2010 – 05/2014             | 10/2010 – 05/2014             | 09/2012 – 06/2019             | 09/2012 – 06/2019             | 10/2010 – 03/2018             | 10/2010 – 03/2015              | 10/2010 – 03/2015              | 04/2015 – 06/2019              | 04/2015 – 07/2018              |              |
| Motorkenndaten                              |                              |                               |                               |                               |                               |                               |                                |                                |                                |                                |              |
| Motortyp                                    | R4-Ottomotor                 | R4-Ottomotor                  | R4-Ottomotor                  | R3-Ottomotor                  | R3-Ottomotor                  | R4-Ottomotor                  | R4-Ottomotor                   | R4-Ottomotor                   | R4-Ottomotor                   | R4-Ottomotor                   | R4-Ottomotor |
| Anzahl Ventile                              | 16                           | 16                            | 16                            | 12                            | 12                            | 16                            | 16                             | 16                             | 16                             | 16                             | 16           |
| Ventilsteuerung                             | DOHC, Zahnriemen             | DOHC, Zahnriemen              | DOHC, Zahnriemen              | DOHC, Zahnriemen              | DOHC, Zahnriemen              | DOHC, Zahnriemen              | DOHC, Zahnriemen               | DOHC, Zahnriemen               | DOHC, Zahnriemen               | DOHC, Zahnriemen               |              |
| Gemischaufbereitung                         | Saugrohreinspritzung         | Saugrohreinspritzung          | Saugrohreinspritzung          | Direkteinspritzung            | Direkteinspritzung            | Saugrohreinspritzung          | Direkteinspritzung             | Direkteinspritzung             | Direkteinspritzung             | Direkteinspritzung             |              |
| Motoraufladung                              | –                            | –                             | –                             | Turbolader                    | Turbolader                    | –                             | Turbolader                     | Turbolader                     | Turbolader                     | Turbolader                     |              |
| Kühlung                                     | Wasserkühlung                | Wasserkühlung                 | Wasserkühlung                 | Wasserkühlung                 | Wasserkühlung                 | Wasserkühlung                 | Wasserkühlung                  | Wasserkühlung                  | Wasserkühlung                  | Wasserkühlung                  |              |
| Bohrung × Hub                               | 79,0 × 81,4 mm               | 79,0 × 81,4 mm                | 79,0 × 81,4 mm                | 71,9 × 82,0 mm                | 71,9 × 82,0 mm                | 79,0 × 81,4 mm                | 79,0 × 81,4 mm                 | 79,0 × 81,4 mm                 | 79,0 × 76,5 mm                 | 79,0 × 76,5 mm                 |              |
| Hubraum                                     | 1596 cm³                     | 1596 cm³                      | 1596 cm³                      | 998 cm³                       | 998 cm³                       | 1596 cm³                      | 1596 cm³                       | 1596 cm³                       | 1499 cm³                       | 1499 cm³                       |              |
| Verdichtungsverhältnis                      | 11,0:1                       | 11,0:1                        | 11,0:1                        | 10,0:1                        | 10,0:1                        | 11,0:1                        | 11,0:1                         | 11,0:1                         | 10,0:1                         | 10,0:1                         |              |
| max. Leistung                               | 63 kW (86 PS) bei 6000 1/min | 77 kW (105 PS) bei 6000 1/min | 92 kW (125 PS) bei 6300 1/min | 74 kW (101 PS) bei 6000 1/min | 92 kW (125 PS) bei 6000 1/min | 86 kW (117 PS) bei 6400 1/min | 110 kW (150 PS) bei 5700 1/min | 134 kW (182 PS) bei 5700 1/min | 110 kW (150 PS) bei 6000 1/min | 134 kW (182 PS) bei 6000 1/min |              |
| max. Drehmoment                             | 141 Nm bei 2500 1/min        | 150 Nm bei 4000–4500 1/min    | 159 Nm bei 4000 1/min         | 170 Nm bei 1500–4500 1/min    | 170 Nm bei 1500–4500 1/min    | 140 Nm bei 4200 1/min         | 240 Nm bei 1600–4000 1/min     | 240 Nm bei 1600–5000 1/min     | 240 Nm bei 1600–4000 1/min     | 240 Nm bei 1600–5000 1/min     |              |
| Kraftübertragung                            |                              |                               |                               |                               |                               |                               |                                |                                |                                |                                |              |
| Antrieb                                     | Vorderradantrieb             | Vorderradantrieb              | Vorderradantrieb              | Vorderradantrieb              | Vorderradantrieb              | Vorderradantrieb              | Vorderradantrieb               | Vorderradantrieb               | Vorderradantrieb               | Vorderradantrieb               |              |
| Getriebe, serienmäßig                       | 5-Gang-Schaltgetriebe        | 5-Gang-Schaltgetriebe         | 5-Gang-Schaltgetriebe         | 6-Gang-Schaltgetriebe         | 6-Gang-Schaltgetriebe         | 5-Gang-Schaltgetriebe         | 6-Gang-Schaltgetriebe          | 6-Gang-Schaltgetriebe          | 6-Gang-Schaltgetriebe          | 6-Stufen-Automatikgetriebe     |              |
| Getriebe, optional                          | –                            | –                             | –                             | –                             | –                             | –                             | –                              | –                              | 6-Stufen-Automatikgetriebe     | −                              |              |
| Messwerte (C-MAX)                           |                              |                               |                               |                               |                               |                               |                                |                                |                                |                                |              |
| Höchstgeschwindigkeit                       | 165 km/h                     | 180 km/h                      | 188 km/h                      | 174 km/h                      | 187 km/h                      | 185 km/h                      | 204 km/h                       | 217 km/h                       | 199–204 km/h                   | 213 km/h                       |              |
| Beschleunigung, 0–100 km/h                  | 15,9 s                       | 12,6 s                        | 11,5 s                        | 12,6–12,9 s                   | 11,0–11,4 s                   | k. A.                         | 9,4 s                          | 8,5 s                          | 9,1–9,4 s                      | 8,5–9,2 s                      |              |
| Kraftstoffverbrauch auf 100 km (kombiniert) | 6,4 l S                      | 6,4 l S                       | 6,4 l S                       | 5,1 l S                       | 5,1 l S                       | 6,8 l S [8,2 l S] 1           | 6,2 l S                        | 6,2 l S                        | 6,1 l S                        | 6,2 l S                        |              |
| CO2-Emission (kombiniert)                   | 149 g/km                     | 149 g/km                      | 149 g/km                      | 117 g/km                      | 117 g/km                      | 159 g/km [132 g/km] 1         | 144 g/km                       | 144 g/km                       | 139 g/km                       | 149 g/km                       |              |
| Messwerte (Grand C-MAX)                     |                              |                               |                               |                               |                               |                               |                                |                                |                                |                                |              |
| Höchstgeschwindigkeit                       | —                            | 177 km/h                      | 185 km/h                      | 172 km/h                      | 185 km/h                      | —                             | 202 km/h                       | 215 km/h                       | 199–202 km/h                   | 211 km/h                       |              |
| Beschleunigung, 0–100 km/h                  | —                            | 13,5 s                        | 12,3 s                        | 13,6–13,7 s                   | 11,6–12,2 s                   | —                             | 9,9 s                          | 8,9 s                          | 9,4–10,0 s                     | 8,9–9,2 s                      |              |
| Kraftstoffverbrauch auf 100 km (kombiniert) | —                            | 6,7 l S                       | 6,7 l S                       | 5,2 l S                       | 5,2 l S                       | —                             | 6,4 l S                        | 6,4 l S                        | 6,3 l S                        | 6,8 l SP                       |              |
| CO2-Emission (kombiniert)                   | —                            | 154 g/km                      | 154 g/km                      | 119 g/km                      | 119 g/km                      | —                             | 149 g/km                       | 149 g/km                       | 144 g/km                       | 154 g/km                       |              |
| 1 Werte in [ ] für LPG-Betrieb.             |                              |                               |                               |                               |                               |                               |                                |                                |                                |                                |              |

| Motorbezeichnung                                                                             | 1.6 TDCi                     | 1.6 TDCi                      | 1.5 TDCi                     | 1.5 TDCi 99g                  | 1.5 TDCi                         | 2.0 TDCi                      | 2.0 TDCi                       | 2.0 TDCi                       | 2.0 TDCi                       | 2.0 TDCi                       |
| -------------------------------------------------------------------------------------------- | ---------------------------- | ----------------------------- | ---------------------------- | ----------------------------- | -------------------------------- | ----------------------------- | ------------------------------ | ------------------------------ | ------------------------------ | ------------------------------ |
| Bauzeitraum                                                                                  | 10/2010 – 03/2015            | 10/2010 – 03/2015             | 04/2015 – 06/2019            | 04/2015 – 03/2018             | 04/2015 – 06/2019                | 10/2010 – 03/2015             | 10/2010 – 03/2015              | 10/2010 – 03/2015              | 04/2015 – 06/2019              | 04/2015 – 06/2019              |
| Motorkenndaten                                                                               |                              |                               |                              |                               |                                  |                               |                                |                                |                                |                                |
| Motortyp                                                                                     | R4-Dieselmotor               | R4-Dieselmotor                | R4-Dieselmotor               | R4-Dieselmotor                | R4-Dieselmotor                   | R4-Dieselmotor                | R4-Dieselmotor                 | R4-Dieselmotor                 | R4-Dieselmotor                 | R4-Dieselmotor                 |
| Anzahl Ventile                                                                               | 8                            | 8                             | 16                           | 16                            | 16                               | 16                            | 16                             | 16                             | 16                             | 16                             |
| Ventilsteuerung                                                                              | OHC, Zahnriemen              | OHC, Zahnriemen               | DOHC, Zahnriemen             | DOHC, Zahnriemen              | DOHC, Zahnriemen                 | DOHC, Zahnriemen              | DOHC, Zahnriemen               | DOHC, Zahnriemen               | DOHC, Zahnriemen               | DOHC, Zahnriemen               |
| Gemischaufbereitung                                                                          | Common-Rail-Einspritzung     | Common-Rail-Einspritzung      | Common-Rail-Einspritzung     | Common-Rail-Einspritzung      | Common-Rail-Einspritzung         | Common-Rail-Einspritzung      | Common-Rail-Einspritzung       | Common-Rail-Einspritzung       | Common-Rail-Einspritzung       | Common-Rail-Einspritzung       |
| Motoraufladung                                                                               | Turbolader                   | Turbolader                    | Turbolader                   | Turbolader                    | Turbolader                       | Turbolader                    | Turbolader                     | Turbolader                     | Turbolader                     | Turbolader                     |
| Kühlung                                                                                      | Wasserkühlung                | Wasserkühlung                 | Wasserkühlung                | Wasserkühlung                 | Wasserkühlung                    | Wasserkühlung                 | Wasserkühlung                  | Wasserkühlung                  | Wasserkühlung                  | Wasserkühlung                  |
| Bohrung × Hub                                                                                | 75,0 × 88,3 mm               | 75,0 × 88,3 mm                | 73,5 × 88,3 mm               | 73,5 × 88,3 mm                | 73,5 × 88,3 mm                   | 85,0 × 88,0 mm                | 85,0 × 88,0 mm                 | 85,0 × 88,0 mm                 | 85,0 × 88,0 mm                 | 85,0 × 88,0 mm                 |
| Hubraum                                                                                      | 1560 cm³                     | 1560 cm³                      | 1499 cm³                     | 1499 cm³                      | 1499 cm³                         | 1997 cm³                      | 1997 cm³                       | 1997 cm³                       | 1997 cm³                       | 1997 cm³                       |
| Verdichtungsverhältnis                                                                       | 16,0:1                       | 16,0:1                        | 16,0:1                       | 16,0:1                        | 16,0:1                           | 16,0:1                        | 16,0:1                         | 16,0:1                         | 16,0:1                         | 16,0:1                         |
| max. Leistung                                                                                | 70 kW (95 PS) bei 3600 1/min | 85 kW (116 PS) bei 3600 1/min | 70 kW (95 PS) bei 3600 1/min | 77 kW (105 PS) bei 3600 1/min | 88 kW (120 PS) bei 3600 1/min    | 85 kW (116 PS) bei 3750 1/min | 103 kW (140 PS) bei 3750 1/min | 120 kW (163 PS) bei 3750 1/min | 110 kW (150 PS) bei 3500 1/min | 125 kW (170 PS) bei 3500 1/min |
| max. Drehmoment                                                                              | 230 Nm bei 1500–2000 1/min   | 270 Nm bei 1750–2500 1/min    | 250 Nm bei 1750–2500 1/min   | 270 Nm bei 1750 1/min         | 270/300 Nm 1 bei 1750–2500 1/min | 300 Nm bei 1500–2250 1/min    | 320 Nm bei 1750–2750 1/min     | 340 Nm bei 2000–3250 1/min     | 370 Nm bei 2000 1/min          | 400 Nm bei 2000–2750 1/min     |
| Kraftübertragung                                                                             |                              |                               |                              |                               |                                  |                               |                                |                                |                                |                                |
| Antrieb                                                                                      | Vorderradantrieb             | Vorderradantrieb              | Vorderradantrieb             | Vorderradantrieb              | Vorderradantrieb                 | Vorderradantrieb              | Vorderradantrieb               | Vorderradantrieb               | Vorderradantrieb               | Vorderradantrieb               |
| Getriebe, serienmäßig                                                                        | 6-Gang-Schaltgetriebe        | 6-Gang-Schaltgetriebe         | 6-Gang-Schaltgetriebe        | 6-Gang-Schaltgetriebe         | 6-Gang-Schaltgetriebe            | 6-Gang-Direktschaltgetriebe   | 6-Gang-Schaltgetriebe          | 6-Gang-Schaltgetriebe          | 6-Gang-Schaltgetriebe          | 6-Stufen-Automatikgetriebe     |
| Getriebe, optional                                                                           | —                            | —                             | —                            | —                             | 6-Gang-Direktschaltgetriebe      | —                             | 6-Gang-Direktschaltgetriebe    | 6-Gang-Direktschaltgetriebe    | 6-Stufen-Automatikgetriebe     | —                              |
| Messwerte (C-MAX) 2                                                                          |                              |                               |                              |                               |                                  |                               |                                |                                |                                |                                |
| Höchstgeschwindigkeit                                                                        | 170 km/h                     | 184 km/h                      | 170 km/h                     | 184 km/h                      | 184 km/h (182 km/h)              | (185 km/h)                    | 201 km/h (200 km/h)            | 210 km/h (207 km/h)            | 204 km/h (202 km/h)            | (212 km/h)                     |
| Beschleunigung, 0–100 km/h                                                                   | 13,3 s                       | 11,3 s                        | 13,3–13,4 s                  | 12,1 s                        | 11,3 s (12,4 s)                  | (11,8 s)                      | 9,6 s (10,1 s)                 | 8,6 s (9,3 s)                  | 9,2–9,5 s (10,3 s)             | (8,5 s)                        |
| Kraftstoffverbrauch auf 100 km (kombiniert)                                                  | 4,3 l D                      | 4,3 l D                       | 4,1 l D                      | 3,8 l D                       | 4,1 l D (4,4 l D)                | (5,5 l D)                     | 4,9 l D (5,5 l D)              | 4,9 l D (5,5 l D)              | 4,4 l D (4,8 l D)              | (4,8 l D)                      |
| CO2-Emission (kombiniert)                                                                    | 112 g/km                     | 112 g/km                      | 105 g/km                     | 99 g/km                       | 105 g/km (115 g/km)              | (144 g/km)                    | 129 g/km (144 g/km)            | 129 g/km (144 g/km)            | 114 g/km (124 g/km)            | (124 g/km)                     |
| Messwerte (Grand C-MAX) 2                                                                    |                              |                               |                              |                               |                                  |                               |                                |                                |                                |                                |
| Höchstgeschwindigkeit                                                                        | 166 km/h                     | 180 km/h                      | 166 km/h                     | –                             | 180 km/h (178 km/h)              | (182 km/h)                    | 200 km/h (198 km/h)            | 205 km/h (204 km/h)            | 200–202 km/h (200 km/h)        | (209 km/h)                     |
| Beschleunigung, 0–100 km/h                                                                   | 14,3 s                       | 12,3 s                        | 14,3–14,4 s                  | –                             | 12,3 s (13,4 s)                  | (12,3 s)                      | 10,1 s (10,5 s)                | 9,2 s (9,8 s)                  | 9,8 s (10,7 s)                 | 8,8 s                          |
| Kraftstoffverbrauch auf 100 km (kombiniert)                                                  | 4,6 l D                      | 4,6 l D                       | 4,4 l D                      | –                             | 4,4 l D (4,8 l D)                | (5,7 l D)                     | 5,1 l D (5,7 l D)              | 5,1 l D (5,7 l D)              | 4,6 l D (5,0 l D)              | 5,0 l D                        |
| CO2-Emission (kombiniert)                                                                    | 120 g/km                     | 120 g/km                      | 113 g/km                     | –                             | 113 g/km (124 g/km)              | (149 g/km)                    | 134 g/km (149 g/km)            | 134 g/km (149 g/km)            | 119 g/km (129 g/km)            | 129 g/km                       |
| 1 Bei Powershift-Automatik 300 Nm bei 1750–2500/min 2 Werte in ( ) für Direktschaltgetriebe. |                              |                               |                              |                               |                                  |                               |                                |                                |                                |                                |

### C-MAX Energi
Auf der Detroit Motor Show 2011 stellte Ford ein Plug-in-Hybrid-Modell des C-MAX vor, das als erster Plug-in-Hybrid der Firmengeschichte 2012 in Nordamerika und 2013 in Europa erhältlich sein sollte. Die Reichweite mit voll aufgeladenen Batterien soll über 800 km betragen, der Benzinverbrauch soll dabei unter dem des Ford Fusion Hybrid liegen, der 5,7 Liter auf 100 km verbraucht.
Der Wagen verfügt über einen von Ford entwickelten Lithium-Ionen-Akkumulator mit einer Kapazität von 7,6 kWh, außerdem kann während des Ladevorgangs die Fahrzeug-Innenraumtemperatur gezielt gesteuert werden, auf Wunsch sogar per App von einem Smartphone.
Der C-Max Energi verfügt über das gleiche Informationssystem wie die Elektroversion des Ford Focus. Es informiert den Fahrer über den Ladestand, die verbleibende Reichweite und den Verbrauch der Batterien. Außerdem wird er vom sogenannten „Brake-Coach“ darauf hingewiesen, wie er am effizientesten bremst, um möglichst viel Energie zur Aufladung der Batterien zurückzugewinnen.
Neben einem 2,0-Liter-Ottomotor, der nach dem Atkinson-Kreisprozess funktioniert und 105 kW (143 PS) leistet, verfügt das Fahrzeug über einen Elektromotor mit 88 kW (120 PS), der ein maximales Drehmoment von 240 Nm zur Verfügung stellt. Die Höchstgeschwindigkeit im Elektrobetrieb liegt bei 136 km/h.

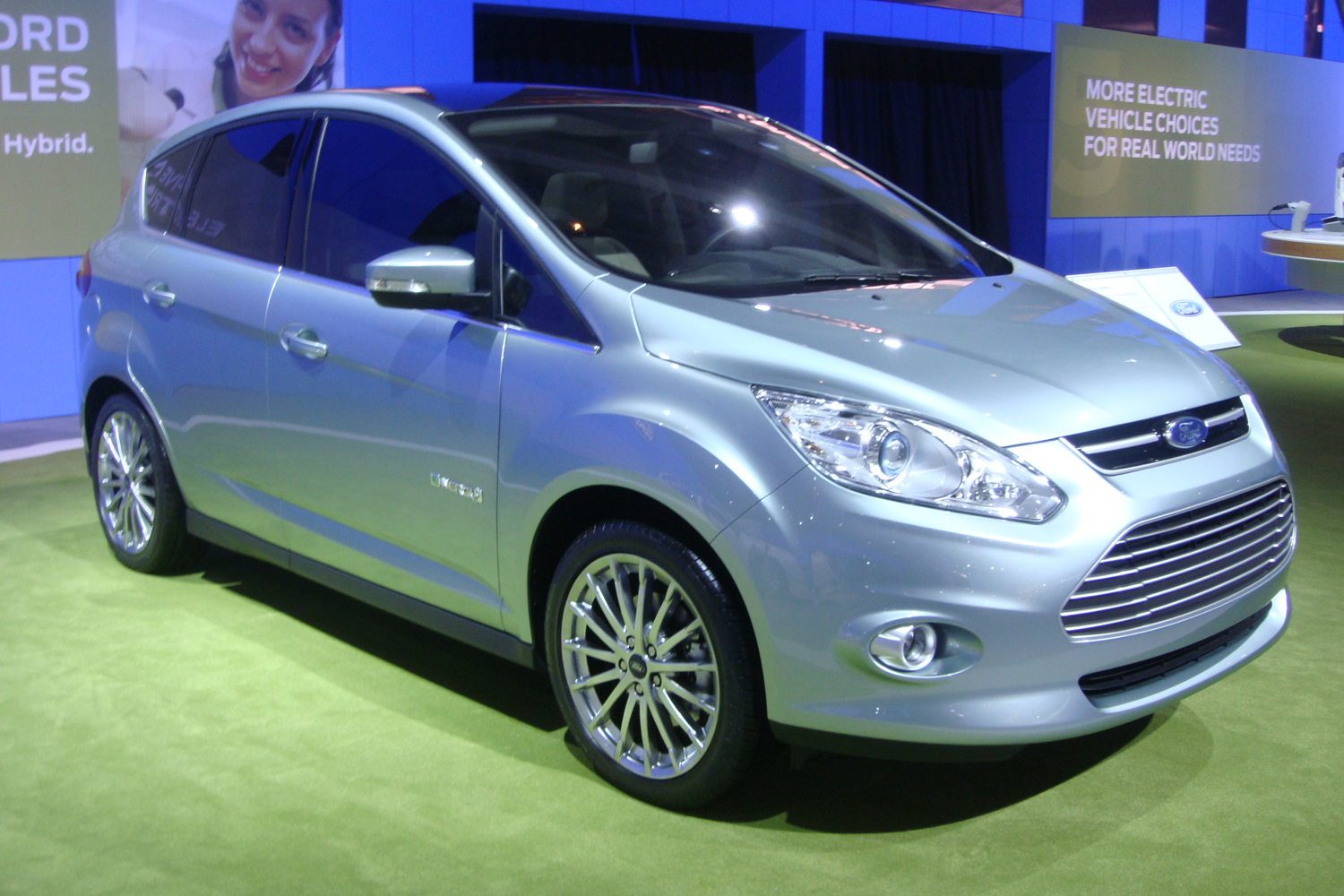
Ford C-Max Energi
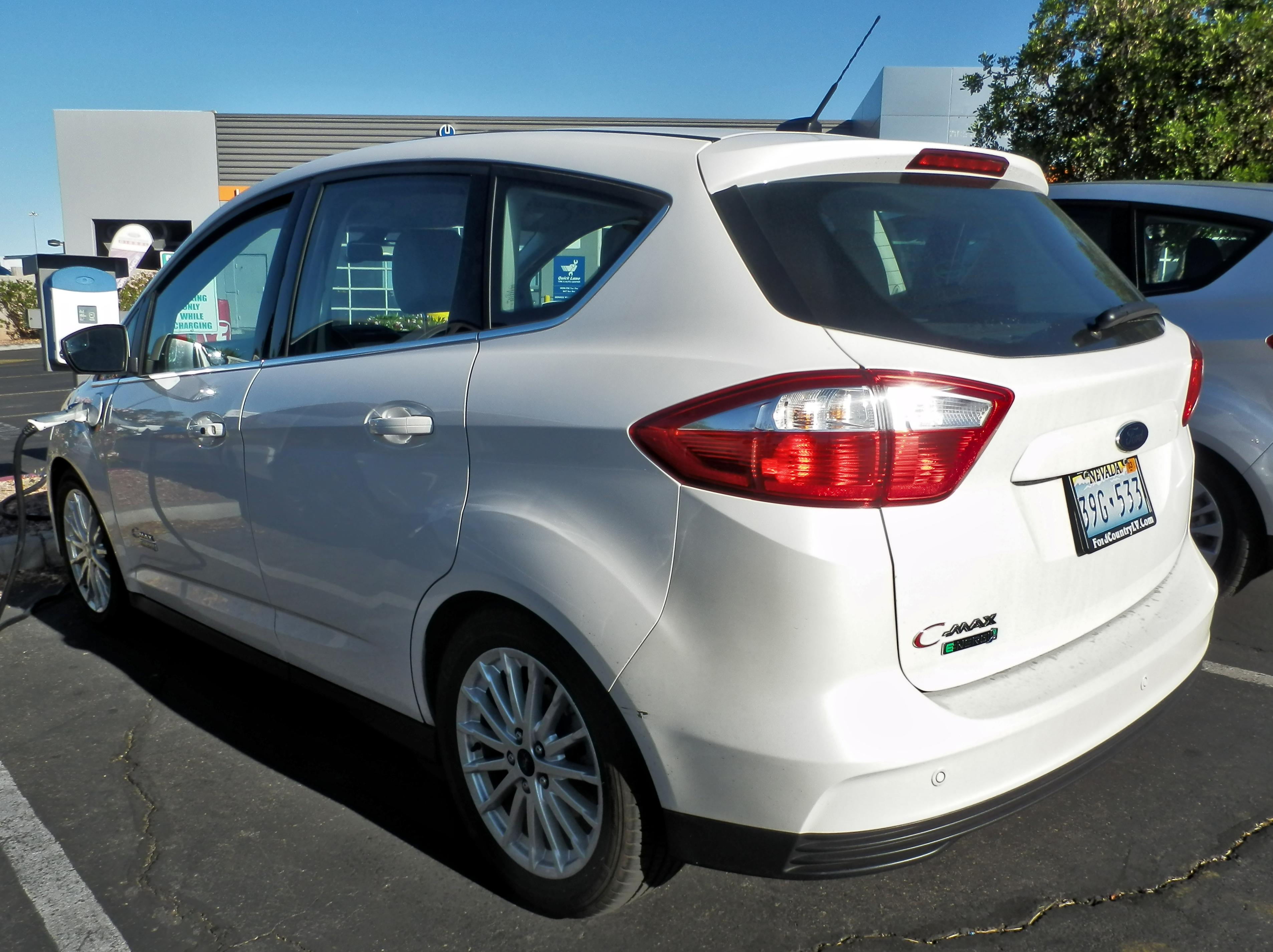
Heckansicht

## Zulassungszahlen
Zwischen 2003 und 2020 sind in der Bundesrepublik Deutschland insgesamt 344.059 Fahrzeuge der Baureihe neu zugelassen worden. Mit 28.874 Einheiten war 2004 das erfolgreichste Verkaufsjahr.
|  |

|  |

|  |

|  |

|  |

|  |

|  |

|  |

|  |

|  |

|  |

|  |

|  |

|  |

|  |

|  |

|  |

|  |

|  |

|  |

|  |

|  |

|  |

|  |

|  |

|  |

|  |

|  |

|  |

|  |

|  |

|  |

|  |

|  |

|  |

|  |

|  |

|  |

|  |

|  |

|  |

|  |

|  |

|  |

|  |

|  |

|  |

|  |

|  |

|  |

|  |

|  |

|  |

|  |

|  |

|  |

|  |

|  |

|  |

|  |

|  |

|  |

|  |

|  |

|  |

|  |

|  |

|  |

|  |

|  |

|  |

|  |

|  |

|  |

|  |

|  |

|  |

|  |

|  |

|  |

|  |

|  |

|  |

|  |

|  |

|  |

|  |

|  |

|  |

|  |

|  |

|  |

|  |

|  |

|  |

|  |

|  |

|  |

|  |

|  |

|  |

|  |

|  |

|  |

|  |

|  |

|  |

|  |

|  |

|  |

|  |

|  |

|  |

|  |

|  |

|  |

|  |

|  |

|  |

|  |

|  |

|  |

|  |

|  |

|  |

|  |

|  |

|  |

|  |

|  |

|  |

|  |

|  |

|  |

|  |

|  |

|  |

|  |

|  |

|  |

|  |

|  |

|  |

|  |

|  |

|  |

|  |

|  |

|  |

|  |

|  |

|  |

|  |

|  |

|  |

|  |

|  |

|  |

|  |

|  |

|  |

|  |

|  |

|  |

|  |

|  |

|  |

|  |

|  |

|  |

|  |

|  |

|  |

|  |

|  |

|  |

|  |

|  |

|  |

|  |

|  |

|  |

|  |

|  |

|  |

|  |

|  |

|  |

|  |

|  |

|  |

|  |

|  |

|  |

|  |

|  |

|  |

|  |

|  |

|  |

|  |

|  |

|  |

|  |

|  |

|  |

|  |

|  |

|  |

|  |

|  |

|  |

|  |

|  |

|  |

|  |

|  |

|  |

|  |

|  |

|  |

|  |

|  |

|  |

|  |

|  |

|  |

|  |

|  |

|  |

|  |

|  |

|  |

|  |

|  |

|  |

|  |

|  |

|  |

|  |

|  |

|  |

|  |

|  |

|  |

|  |

|  |

|  |

|  |

|  |

|  |

|  |

|  |

|  |

|  |

|  |

|  |

|  |

|  |

|  |

|  |

|  |

|  |

|  |

|  |

|  |

|  |

|  |

|  |

|  |

|  |

|  |

|  |

|  |

|  |

|  |

|  |

|  |

|  |

|  |

|  |

|  |

|  |

|  |

|  |

|  |

|  |

|  |

|  |

|  |

|  |

|  |

|  |

|  |

|  |

|  |

|  |

|  |

|  |

|  |

|  |

|  |

|  |

|  |

|  |

|  |

|  |

|  |

|  |

|  |

|  |

|  |

|  |

|  |

|  |

|  |

|  |

|  |

|  |

|  |

|  |

|  |

|  |

|  |

|  |

|  |

|  |

|  |

|  |

|  |

|  |

|  |

|  |

|  |

|  |

|  |

|  |

|  |

|  |

|  |

|  |

|  |

|  |

|  |

|  |

|  |

|  |

|  |

|  |

|  |

|  |

|  |

|  |

|  |

|  |

|  |

|  |

|  |

|  |

|  |

|  |

|  |

|  |

|  |

|  |

|  |

|  |

|  |

|  |

|  |

|  |

|  |

|  |

|  |

|  |

|  |

|  |

|  |

|  |

|  |

|  |

|  |

|  |

|  |

|  |

|  |

|  |

|  |

|  |

|  |

|  |

|  |

|  |

|  |

|  |

|  |

|  |

|  |

|  |

|  |

|  |

|  |

|  |

|  |

|  |

|  |

|  |

|  |

|  |

|  |

|  |

|  |

|  |

|  |

|  |

|  |

|  |

|  |

|  |

|  |

|  |

|  |

|  |

|  |

|  |

|  |

|  |

|  |

|  |

|  |

|  |

|  |

|  |

|  |

|  |

|  |

|  |

|  |

|  |

|  |

|  |

|  |

|  |

|  |

|  |

|  |

|  |

|  |

|  |

|  |

|  |

|  |

|  |

|  |

|  |

|  |

|  |

|  |

|  |

|  |

|  |

|  |

|  |

|  |

|  |

|  |

|  |

|  |

|  |

|  |

|  |

|  |

|  |

|  |

|  |

|  |

|  |

|  |

|  |

|  |

|  |

|  |

|  |

|  |

|  |

|  |

|  |

|  |

|  |

|  |

|  |

|  |

|  |

|  |

|  |

|  |

|  |

|  |

|  |

|  |

|  |

|  |

|  |

|  |

|  |

|  |

|  |

|  |

|  |

|  |

|  |

|  |

|  |

|  |

|  |

|  |

|  |

|  |

|  |

|  |

|  |

|  |

|  |

|  |

|  |

|  |

|  |

|  |

|  |

|  |

|  |

|  |

|  |

|  |

|  |

|  |

|  |

|  |

|  |

|  |

|  |

|  |

|  |

|  |

|  |

|  |

|  |

|  |

|  |

|  |

|  |

|  |

|  |

|  |

|  |

|  |

|  |

|  |

|  |

|  |

|  |

|  |

|  |

|  |

|  |

|  |

|  |

|  |

|  |

|  |

|  |

|  |

|  |

|  |

|  |

|  |

|  | Benziner (217.367) |

|  | Benziner (217.367) |

|  | Diesel (126.692) |

|  | Diesel (126.692) |